# Hanna Blomstrand
Hanna Blomstrand (* 25. August 1996 in Falun) ist eine ehemalige schwedische Handballspielerin.

## Karriere
Hanna Blomstrand spielte anfangs beim schwedischen Verein H 65 Höör, mit dem sie 2011 die schwedische Jugendmeisterschaft gewann. 2012 schloss sich die Rückraumspielerin LUGI HF an, für den sie in der höchsten schwedischen Spielklasse auflief. Zur Saison 2017/18 wechselte sie zum dänischen Erstligisten København Håndbold. Mit København Håndbold gewann sie 2018 die dänische Meisterschaft. Aufgrund von Hüftproblemen beendete sie nach der Saison 2021/22 ihre Karriere.
Hanna Blomstrand gewann mit der schwedischen Jugendnationalmannschaft die Goldmedaille bei der U-17-Europameisterschaft 2013, die Bronzemedaille bei den Olympischen Jugend-Sommerspielen 2014 sowie die Bronzemedaille bei der U-19-Europameisterschaft 2015. Ab dem Jahr 2016 gehörte sie dem Kader der schwedischen Nationalmannschaft an, für die sie in 62 Länderspielen 96 Treffer erzielte. Nachdem sich Michaela Ek während der Olympischen Spiele 2016 in Rio de Janeiro verletzt hatte, rückte Blomstrand in das schwedische Aufgebot nach. Weiterhin nahm sie an der Europameisterschaft 2016, an der Weltmeisterschaft 2017 sowie an der Europameisterschaft 2018 teil.